# Cot Uteunjok
Cot Uteunjok är en kulle i Indonesien.   Den ligger i provinsen Aceh, i den västra delen av landet, 1 800 km nordväst om huvudstaden Jakarta. Toppen på Cot Uteunjok är 165 meter över havet.
Terrängen runt Cot Uteunjok är kuperad åt nordost, men åt sydväst är den platt.Runt Cot Uteunjok är det glesbefolkat, med 14 invånare per kvadratkilometer. Närmaste större samhälle är Banda Aceh, 19,5 km väster om Cot Uteunjok. I omgivningarna runt Cot Uteunjok växer i huvudsak städsegrön lövskog.